# ویارئال، کاستلیون
ویارئال، کاستلیون (به اسپانیایی: Villarreal) یک شهر در اسپانیا است که در Plana Baixa واقع شده‌است.

## خصوصیات
ویارئال ۵۵٫۱ کیلومترمربع مساحت و ۵۱٬۳۶۷ نفر جمعیت دارد و ۴۲ متر بالاتر از سطح دریا واقع شده‌است.